# ناخن
ناخُن بخشی از دستگاه پوششی بدن انسان است که از پوست منشأ می‌گیرد اما فاقد عصب یا خون‌رسانی است. بخش‌های دیگر از دستگاه پوششی بدن، پوست، مو و غشاء مخاطی هستند.

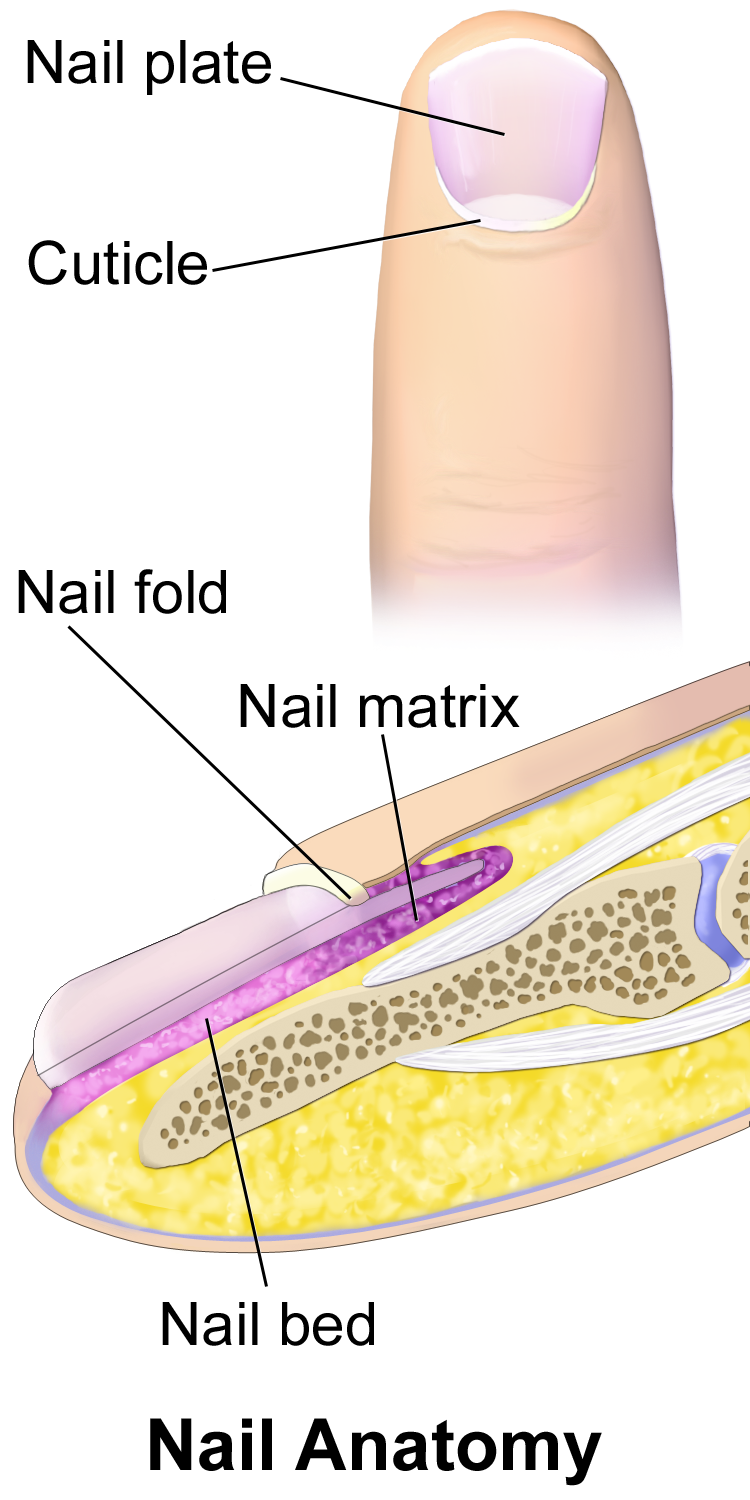
ناخن یک انگشت دست.

صفحات حفاظتی که ناخن نامیده می‌شوند، انتهای انگشتان دست و انگشتان پا را می‌پوشانند. ناخن‌ها اساساً از کراتین که یک پروتئین درشت مولکول در مو و پوست است، تشکیل شده‌اند. 
ناخن ساختاری سخت و نیمه‌شفاف از کراتین است که در انتهای انگشتان دست و پا در انسان‌ها و بسیاری از پستانداران دیگر یافت می‌شود. وظیفهٔ اصلی آن محافظت از نوک انگشتان، افزایش دقت در لمس و کمک به انجام کارهایی مانند گرفتن، خراشیدن یا کندن است.
ناخن از سه بخش اصلی تشکیل شده است: بستر ناخن که زیر آن قرار دارد و خون‌رسانی و رشد را پشتیبانی می‌کند، صفحه ناخن که همان بخش سخت و قابل‌مشاهده است، و ریشه ناخن که در زیر پوست پشت ناخن پنهان است و سلول‌های جدید را تولید می‌کند. رشد ناخن از همین ناحیهٔ ریشه آغاز می‌شود.
رشد ناخن‌ها به‌طور متوسط حدود ۳ میلی‌متر در ماه است، اما سرعت آن ممکن است بسته به سن، تغذیه، سلامت کلی بدن و حتی فصل سال تغییر کند. ناخن‌های دست سریع‌تر از ناخن‌های پا رشد می‌کنند.
مشکلاتی مانند شکنندگی، تغییر رنگ، لکه‌ها یا تغییر شکل ممکن است نشانهٔ کمبودهای تغذیه‌ای یا بیماری‌هایی مانند کم‌خونی، عفونت قارچی یا بیماری‌های کبدی باشند.
ناخن در زندگی روزمره نقش مهمی در زیبایی و مراقبت شخصی دارد و در بسیاری از فرهنگ‌ها آراستن آن با لاک یا تزئینات دیگر رایج است.
جدا از جاذبه آرایشی، ناخن‌ها وظایف دیگری نیز بر عهده دارند از جمله کمک به بلند کردن اجسام با ایجاد تکیه‌گاه برای بافت انگشتان یا دست کاری اجسام و از همه مهم‌تر آن که ناخن‌ها سلامت عمومی بدن را بازتاب می‌دهند.
ناخن‌هایی که به راحتی می‌شکنند و ترک می‌خورند از مشکلات احتمالی تغذیه‌ای خبر می‌دهند. کمبود ویتامین آ و کلسیم باعث خشکی و ورقه ورقه شدن پوست می‌شود. کمبود پروتئین، فولیک اسید، ویتامین ب که برای رشد سلول‌ها و احیای سلول‌های مرده ضروری است و کمبود ویتامین ث موجب افتادن ناخن‌ها می‌شود. کمبود پروتئین باعث ایجاد راه راه‌های سفید بر روی ناخن‌ها می‌شود. یک نوع کمبود اسید ممکن است باعث ترک خوردن و دو نیم شدن ناخن‌ها شود. لکه های سفید روی ناخن نشانه بیماری و کمبودهای مربوط به خون یک فرد است که با آزمایش از خون و نمونه برداری مشخص خواهد شد. بررسی ها نشان داده است که، کوتاه کردن ناخن ها در شب کار عاقلانه‌ای نیست. در شب کلسیم اضافی بدن در ناخن ها تجمع می یابند. به ناخن ها انبار کلسیم نیز می‌گویند. 

## ساختمان ناخن
ناخن‌ها از داربست (ماتریکس) که زیر یک چین پوستی به نام پوستک (کوتیکول) قرار دارد و از ماهک (لانولا) که منطقه‌ای هلالی‌شکل در قاعده ناخن است، رشد می‌کنند.
مشهودترین قسمت ناخن، صفحه آن است. این قسمت بر روی بستر ناخن که یک ناحیه غنی از رگ‌های خونی است قرار گرفته‌است.
افراد به دلایل مختلفی کاشت ناخن انجام می‌دهند؛ برخی صرفاً برای زیبایی و برخی دیگر به دلیل مشکلات ناخن‌هایشان و برای پوشاندن ناخن‌هایی که به گفته خودشان رنگ و روی زیبایی ندارد انواع کاشت را تجربه می‌کنند.
پالت طراحی کاشت ناخن استفاده از این ناخنها برای افرادی که ناخن‌های ضعیف و شکننده دارند و همچنین افرادی که عادت به جویدن ناخن دارند، بسیار مناسب است. چون مانع آن‌ها می‌شود.
برای عمل کاشت ناخن موارد زیادی را باید رعایت کرد. ابزار کاشت ناخن و مواد کاشت ناخن را باید شناخت و زیر نظر متخصص این کار را انجام داد. در کاشت ناخن، کوتیکول توسط ابزار نیپر برداشته و حذف می گردد و سپس روی ناخن ها بسترسازی انجام می شود تا ناخن آماده عملیات کاشت ناخن شود.

## بیماری‌های ناخن
ناخن‌ها فاش‌کننده بیماری‌ها
- شکل ناخن‌ها: ناخن‌های منحنی و قوزدار احتمال وجود بیماری‌های ریوی، کبدی و حتی سرطان را افشا می‌کنند. البته ناخن برخی افراد به‌طور ژنتیکی به این شکل است. بهتر است هر گونه تغییری در شکل ناخن‌ها را جدی بگیرید و به پزشک مراجعه کنید تا خیالتان راحت شود.
- جدا شدن ناخن از بستر آن: برخی از بیماری ها باعث جدا شدن ناخن از پوست میشود. عفونت های قارچی و بیماری پسوریازیس و یا فرو رفتن تیغ  یا هر جسم نوک تیزی که موجب هوا رفتن زیر ناخن شود باعث جدا شدن ناخن از پوست می شود.
- شکنندگی ناخن ها: اگر ناخن هایتان به سرعت میشکنند ممکن است به علت عفونت های قارچی باشد. کمبود ویتامین، وارد شدن آسیب های مداوم به ناخن ها، جویدن ناخن ها و ... باعث شکنندگی زودرس ناخن ها می شود.
- خونریزی رگه ای ناخن ها: گاهی به دلیل ضربه های شدید که به ناخن وارد میشود رگ های ناخن پاره می شود و ناخن حالت خون مرده و کبود می شود.
- ناخن‌های سرد و رنگ پریده: ضعف عروق در ناحیه نوک انگشت‌ها، سردی و رنگ‌پریدگی ناخن‌ها می‌تواند نشان از آسیب به سرخرگ‌ها (آرتریوپاتی)، نارسایی قلبی یا ریوی باشد.
- مقاومت ناخن‌ها: ناخن‌های ضعیف، نرم یا شکننده می‌توانند نشان دهنده کمبود مواد مغذی بدن به ویژه آهن باشد.
- رنگ ناخن‌ها: ناخن‌های سفید امکان وجود بیماری‌های گوارشی، ریوی یا لنفوم (نوعی سرطان خون) را نشان می‌دهند.

ناخن‌های قهوه‌ای خبر از بیماری‌های هورمونی می‌دهند.
لکه‌های کوچک قرمز رنگ روی ناخن‌ها احتمال وجود بیماری‌های خودایمنی را آشکار می‌سازند.
در نهایت اینکه قرمزی اطراف ناخن‌ها می‌توانند نشان از درماتومیوزیت باشد.
- ناخن خوردن
- پارونیشیا
- ناخن ریش

## تقویت ناخن
وجود سیلیسیک اسید در عصاره دم اسب از شکنندگی، ترک خوردگی، پوسته شدن ناخن‌ها جلوگیری کرده و سبب استحکام و تقویت آن‌ها می‌شود. در یک مطالعه بالینی کنترل شده، اثر درمانی فراورده حاوی عصاره گیاه دم اسب، هیدروکسی پروپیل کایتوزان (HPCH) و دی متیل سولفونیل متان (DMSO) بر دیستروفی ناخن ناشی از پسوریازیس در ۳۰ بیمار (۲۰ زن و ۱۰ مرد) در محدوده سنی ۱۸ تا ۷۵ سال مبتلا به پسوریازیس ناخن خفیف تا متوسط در ۲ تا ۵ ناخن در هر دو دست به مدت ۲۴ هفته مورد ارزیابی قرار گرفته‌است. سنجش میزان بهبودی ناخن براساس شاخص NPSI: Nail Psoriasis Severity Index صورت گرفت. در پایان مطالعه میزان این شاخص از ۹۹/۰ ± ۸۳/۲ در سطح پایه به مقدار ۲۲/۱ ± ۱ کاهش یافته‌است. موارد چاله چاله شدن سطح ناخن، جدا شدن ناخن از بستر و وجود لکه‌های سفید روی ناخن نیز به ترتیب به میزان ۷۲٪، ۶۳٪ و ۶۶٪ نسبت به مقدار پایه کاهش نشان داده‌است. همچنین این عصاره سبب استحکام و تقویت ناخن‌های شکننده شده و به خوبی در ناهمواری‌ها و حفره‌های ناخن نفوذ کرده و موجب کاهش پوسته ریزی کراتینی می‌شود.
در مطالعه بالینی کنترل شده دیگر، اثر درمانی یک فراورده حاوی عصاره گیاه دم اسب، متیونین و HPCH در ۳۶ زن دارای ناخن‌های با شیارهای عمودی و شکستگی لایه‌ای ایجاد شده در اثر مایکوز، پسوریازیس، عفونت‌های باکتریال یا عوامل خارجی مانند تروما، مواد شوینده شیمیایی یا رطوبت به مدت ۲۸ روز مورد بررسی قرار گرفته‌است. افراد شرکت‌کننده در این مطالعه هر شب این فراورده را بر سطح ناخن یکی از دست‌های انتخاب شده به شکل تصادفی مالیده و به مدت ۶ ساعت از شستن دست‌ها خودداری می‌کردند و ناخن‌های دست دیگر به عنوان کنترل به‌شمار می‌آمدند. نمونه‌ای به شکل ماکت سیلیکونی از لایه سطحی ناخن در شرایط استاندارد از انگشت شست هر دو دست بعد از شستن فراورده در روزهای ۰، ۱۴ و ۲۸ مطالعه تهیه گردید. پارامترهای اندازه‌گیری شده در روزهای مذکور شامل تغییر شکل ناخن، جدا شدن ناخن از بستر، شکستگی و شکنندگی ناخن و فاکتورهای ایجادکننده (از قبیل عوامل پاتولوژیک و خارجی) بودند. نتایج این مطالعه نشان داد که اثرات درمانی این فراورده از روز چهاردهم درمان شروع شده‌است. آنالیز آماری نشان دهنده وجود اختلاف معنی دار بین گروه درمان و گروه کنترل از نظر پاسخ دهی به درمان بوده و شدت شکستگی و شکنندگی ناخن در گروه درمان نسبت به گروه کنترل کمتر بوده‌است. همچنین ۶۴٪ افراد کارایی این فراورده را خوب گزارش نموده‌اند.
نرم و شکننده بودن ناخن‌ها، می‌تواند به دلیل خشک بودن ریشهٔ ناخن باشد. این حالت می‌تواند به دلیل شنا کردن، استفاده از لاک پاک کن، و ظرف شستن مداوم و بدون دستکش یا فقط به دلیل زندگی در محیطی با رطوبت کم باشد. دلایل دیگری مثل محصولات شیمیایی (برای مثال، اگر از محصولات پاک‌کنندهٔ شیمیایی زیاد استفاده می‌کنید) یا بالارفتن سن محتمل هستند. بعضی وقت‌ها، کم‌کاری زیاد تیروئید نیز باعث بروز این مشکل می‌شود. برای بهبود ناخن‌های ترک خورده، لوسیون‌های مرطوب‌کنندهٔ قوی بر روی آن‌ها بزنید. ناخن نیز مثل پوست، جذب‌کننده است و لوسیون می‌تواند از خشک شدن ناخن در آینده، جلوگیری کند. به گفته محققان بهتر است محصولاتی را انتخاب کنید که حاوی اسید هیالورونیک و گلیسیرین باشند. اگراین کار به شما کمکی نکرد، می‌توانید مصرف بیوتین را به عنوان مکمل رژیم غذاییتان نیز امتحان کنید تا سبب رشد ناخن‌های سالم شود. البته حتماً با پزشک خود نیز مشورت کنید.
با دقت به چند نکته ساده به راحتی از ناخن‌های خود مراقبت کنید و با روش‌های خانگی ناخن‌های زیبا و محکمی داشته باشید. برای مراقبت از ناخن‌های خود مانیکور کردن تنها گزینه موجود نیست در واقع، شما باید به‌طور روزانه از ناخن‌های خود مراقبت کنید. راه‌های مراقبت از ناخن شامل بخش‌های مختلفی همچون آشنایی و استفاده از مواد غذایی مفید برای رشد و استحکام ناخن‌ها و رعایت اصول بهداشتی می‌باشد.
۱. ناخن‌های خود را همیشه تمیز نگهدارید
معمولاً همه مشکلات ناخن از میکروب‌ها و باکتری‌ها شروع می‌شوند. برای بلند کردن ناخن‌های خود باید مرتباً به آن‌ها رسیدگی کنید. روزانه ناخن‌های خود را تمیز کنید و پس از شستشو دست‌هایتان حتماً ناخن‌هایتان را کاملاً خشک کنید.
این امر همچنین از تجمع خاک و باکتری‌ها در زیر ناخن‌هایتان جلوگیری می‌کند اما با این حال نباید در انجام این کار افراط کنید. ناخن‌هایی که دائماً با آب شستشو داده می‌شوند، به راحتی قابل شکستن هستند. برای مثال بهتر است برای شستشوی ظروف خود از دستکش استفاده شود.